# パークハウスワンズタワー
パークハウスワンズタワーは、東京都東村山市の超高層マンション。再開発事業によって建設された。

## 概要
都市基盤が未整備であったことから、東村山市による東村山駅西口地区第一種市街地再開発事業として東村山駅西口交通広場とともに建設された。市内初および唯一の超高層建築物となっている。
商業施設としてコープみらいなどが入居するほか、公益施設として「サンパルネ」が入居する。かつては東村山カクリボウルなどが所在していた。

## 沿革
- 2003年（平成15年）3月 - 都市計画決定。
- 2004年（平成16年）4月 - 組合設立（事業計画）認可。
- 2006年（平成18年）8月 - 権利変換計画認可。
- 2007年（平成19年）2月 - 着工。
- 2009年（平成21年）7月 - 建築工事完了。